# Paolo Giuseppe Ghebart
Paolo Giuseppe Ghebart (1796 – 1870) è stato un compositore, direttore d'orchestra e violinista italiano.
Nato nelle vicinanze di Torino, Ghebart studiò violino con Felice Alessandro Radicati. La sua carriera incominciò nel 1814, all'interno della ricostituita Cappella Reale. Nel 1824 ne venne nominato primo violino; dopo esserne divenuto vice-maestro nel 1839, nel 1846 subentrò a Giovanni Battista Polledro in qualità di maestro di cappella, carica che mantenne fino al 1865. Al contempo, Ghebart fu attivo anche come maestro della musica da camera; diresse i concerti dell'Accademia Filarmonica fin dal 1817; dal 1832 al 1855 lavorò come direttore d'orchestra al Teatro Regio.
Delle sue composizioni ci sono pervenute 2 Messe, 2 Miserere, vari mottetti, concerti per violino, 3 Quintetti op. 56, 3 Quartetti op. 52-54, 6 Duetti per violino e viola op. 57-58, 6 Duetti per due violini.